# Góra (Ukraina)
Góra (ukr. Гора) – dawna wieś, obecnie na terenie Ukrainy, rejonu czerwonogrodzkiego obwodu lwowskiego. Leżała tuż na południowy wschód od Bełza, nad Sołokiją.
Wieś starostwa grodowego bełskiego na początku XVIII wieku. W II Rzeczypospolitej do 1934 samodzielna gmina jednostkowa. Następnie należała do zbiorowej wiejskiej gminy Bełz w powiecie sokalskim w woj. lwowskim. Położenie wsi na prawym brzegu Sołokii sprawiło, że po wojnie została ona przyłączona do Związku Radzieckiego, najpierw do rejonu szewczenkowskiego, a następnie do rejonu wielkomostowskiego. Obecnie po wsi nie pozostało nic.
Pod koniec XIX w. orne pola nosiły nazwę Kopanie.